# みんなで科学ラボラジオ
『みんなで科学ラボラジオ』（みんなでかがくラボラジオ）は、NHKラジオ第1放送とNHKワールド・ラジオ日本（衛星ラジオのみ）で、2011年4月30日から毎月1回放送される、小・中学生を主とした電話相談番組である。

## 概要
NHKラジオ第1では毎年夏休みに『夏休み子ども科学電話相談』と題した理科の教養相談番組を25年以上にわたり実施したが、それの派生番組といえるものである。番組では毎回全国の小学生・中学生を中心にリスナーから理科・科学・自然にまつわる素朴な疑問・質問をメールや電話で募集し、それを専門家が答えるというものである。番組は「ラボラジ研究所」という架空の組織を舞台とする。
本来であれば2011年4月の本格開始に先駆け、2011年3月12日にパイロット版「気になる科学 ラボラジオ～身近な科学を分かりやすく解説～」と題したものを15時5分 - 16時55分に放送する予定だったが、東日本での大地震・大津波警報に伴う非常報道体制により放送中止（延期もなかった）となった。
2011年度は毎月最終土曜9:05頃 - 10:55（最終週以外の『カケダセ!』に該当する時間）に放送された。また、7月の最終週はこの番組の基素材『子ども科学電話相談』（地域により全国高等学校野球選手権大会の地方予選大会中継）が放送されるため、「ラボラジオ」としては放送休止となった。
2012年度以降、週末の21 - 23時台に『wktkラヂオ学園』という若者向け番組を新設することによる整理・統合によって、土曜9・10時台での放送は終了するが、毎月一回、主に祝日（祝日の無い月は日曜日）の10・11時台に放送される。
2013年は4月・5月の放送後、6月以後は休止されており、再開についての告知がなされていない。これについて、中村幸司は番組ブログで、「今年（2013年）5月以後、放送予定の記載がなく、空白のままです。いわば"冬眠状態"に入っています。実は主任研究員の私・中村はNHK解説員となりました。これまではラジオセンターのニュースデスクとして番組を担当していましたが、状況が変わり、次回の予定が書けないままになっています。"冬眠状態"がいつまで続くか（番組がいつ再開するか）は不明です」と、中村の配置転換（解説員栄転）による事情で、放送が事実上無期休業の状態となっていることを示唆した。

## 出演者
- 山田敦子（番組では「研究所 所長」として出演。 日本語センターアナウンサー）
- 中村幸司（番組では「主任研究員」として出演。NHKラジオセンター ニュースデスク→解説員）
- カオポイント（いしばしくん、おくまん）
「ラボラジ調査隊」として中継レポーターとして出演。